# Main Frame
Main Frame è un videogioco a piattaforme fantascientifico con componenti sparatutto e strategiche, pubblicato nel 1988 per Commodore 64 dall'editrice statunitense Microillusions.

## Trama
Nel futuro il supercomputer TriComplex III, che controlla una rete mondiale, si ribella e si accinge a distruggere l'umanità servendosi di armamenti automatici e robot da battaglia.
La speranza di fermarlo è un eroe solitario che si trova a bordo dell'Orbiter, un satellite contenente tecnologie avanzate, ancora incompleto, ma indipendente dal controllo di TriComplex III.
In particolare sull'Orbiter, che gli fa da base operativa, il protagonista può procurarsi una super tuta, in grado di aumentare le sue capacità fisiche e di comunicare da tutto il mondo con la base.
L'avventura inizia sull'Orbiter, dal quale l'eroe può farsi teletrasportare sulla superficie terrestre e viceversa. Dovrà recarsi in diversi scenari a terra, nonché sottoterra, in aria e sott'acqua.
L'obiettivo finale è trovare e disattivare i quattro interruttori principali nel centro di controllo di TriComplex III, situato sul fondo marino.

## Modalità di gioco
Il gioco si svolge in ambienti bidimensionali con visuale di lato e scorrimento multidirezionale. Normalmente il protagonista può correre in orizzontale con un po' di inerzia, saltare, abbassarsi, entrare dentro porte per cambiare scenario. La super tuta migliora le capacità di movimento, aumentando ad esempio l'altezza dei salti, e permette di sparare raggi laser in orizzontale. Grazie alla tuta si può inoltre accedere a una schermata con un menù di opzioni controllato con un cursore. Tuttavia, per funzionare appieno la tuta ha bisogno di consumare energia.
Le funzioni disponibili nel menù includono assemblare o disassemblare unità d'assalto, osservare lo stato dell'Orbiter e gestirne le difense, attivare o disattivare la tuta, gestire le unità di scansione.
Le unità d'assalto, che devono prima essere trovate, sono mezzi che cambiano ulteriormente le capacità del protagonista: un jet pack che permette alla tuta di volare, un piccolo sottomarino per avventurarsi sott'acqua e un mezzo corazzato con più potenza a terra.
Le unità di scansione si possono piazzare in luoghi strategici sulla Terra e permettono successivamente di teletrasportarsi esattamente in quel punto.
Sulla Terra si incontrano nemici come robot terrestri o fluttuanti, missili e postazioni armate, e il personaggio può sopportare più colpi ma ha una sola vita. Si possono raccogliere molte ricariche di energia, necessaria per alimentare la tuta e gli schermi difensivi dell'Orbiter; il giocatore può decidere come distribuirla. Altri oggetti che è necessario raccogliere in quantità sono carburante per le unità d'assalto, riserve d'aria per le esplorazioni sott'acqua, e microschede per superare i sistemi di sicurezza negli edifici.
Il personaggio deve ritornare sull'Orbiter per trasferire o riprendere alla base l'energia raccolta e per ricevere cure mediche, anch'esse al costo di energia. Allocare energia agli scudi difensivi della base è necessario perché TriComplex III può attaccare l'Orbiter con raggi laser da terra e impedire le sue comunicazioni con il giocatore; è possibile fermarlo trovando e distruggendo i relativi sistemi, ma è solo questione di tempo prima che vengano ricostruiti.